# فرودگاه فیرآیل
فرودگاه فیرآیل (به انگلیسی: Fair Isle Airport) یک فرودگاه خصوصی با کد یاتا FIE است که یک باند فرود شن دارد و طول باند آن ۵۳۷ متر است. این فرودگاه در شهر شتلند کشور اسکاتلند قرار دارد و در ارتفاع ۶۸ متری از سطح دریا واقع شده‌است.

## شرکت‌های هواپیمایی و مقصدهای پروازی
| شرکت‌های هواپیمایی | مقصدهای پروازی                  |
| ----------------- | ------------------------------- |
| Directflight      | تینگوال فصلی: سومبرگ            |
| Loganair          | کرکوال (آغاز از ۱ سپتامبر ۲۰۱۷) |